# Marie-Gabrielle Capet
Marie-Gabrielle Capet, född 6 september 1761 i Lyon, död 1 november 1818 i Paris, var en fransk målare. 

## Liv och verk
Marie-Gabrielle Capet var dotter till en tjänare. Hon lärde sig teckna på en statlig teckningsskola under sin uppväxt. Som 20-åring reste hon till Paris för att studera måleri hos Adélaïde Labille-Guiard. Hon läste tillsammans med Marie-Victoire d'Avril och Carreaux de Rosemond. Hennes pasteller och teckningar visades först i utställningen de la Jeunesse 1781–1783. 
Hennes produktion innefattade miniatyrmålningar, oljemålningar men framför allt pasteller, som uppskattades för sin skickliga teckning och användning av färg. Hon var initialt främst populär för sin pastellporträtt, men blev under sin senare karriär en erkänd historiemålare. Hon blev tidigt framgångsrik, och hade kunder bland kungafamiljen och andra bemärkta personer redan före franska revolutionen.  
Marie-Gabrielle Capet gifte sig aldrig men blev personlig vän med sin förra lärare Adélaïde Labille-Guiard och dennas make François-André Vincent och bodde hemma hos dem fram till att de båda avled (1803 respektive 1816). 

## Galleri

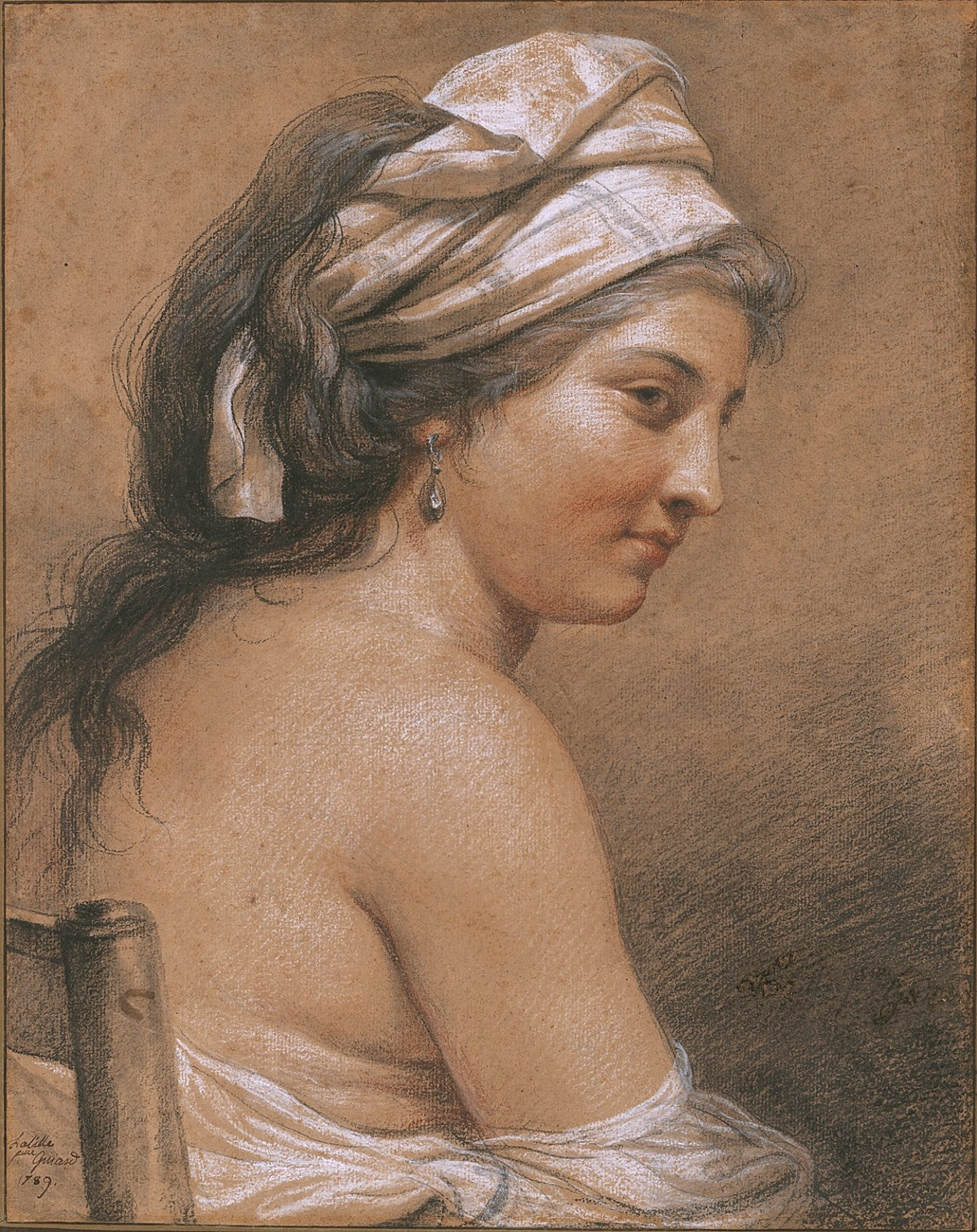
Labille-Guiard: Porträttstudie, 1789.
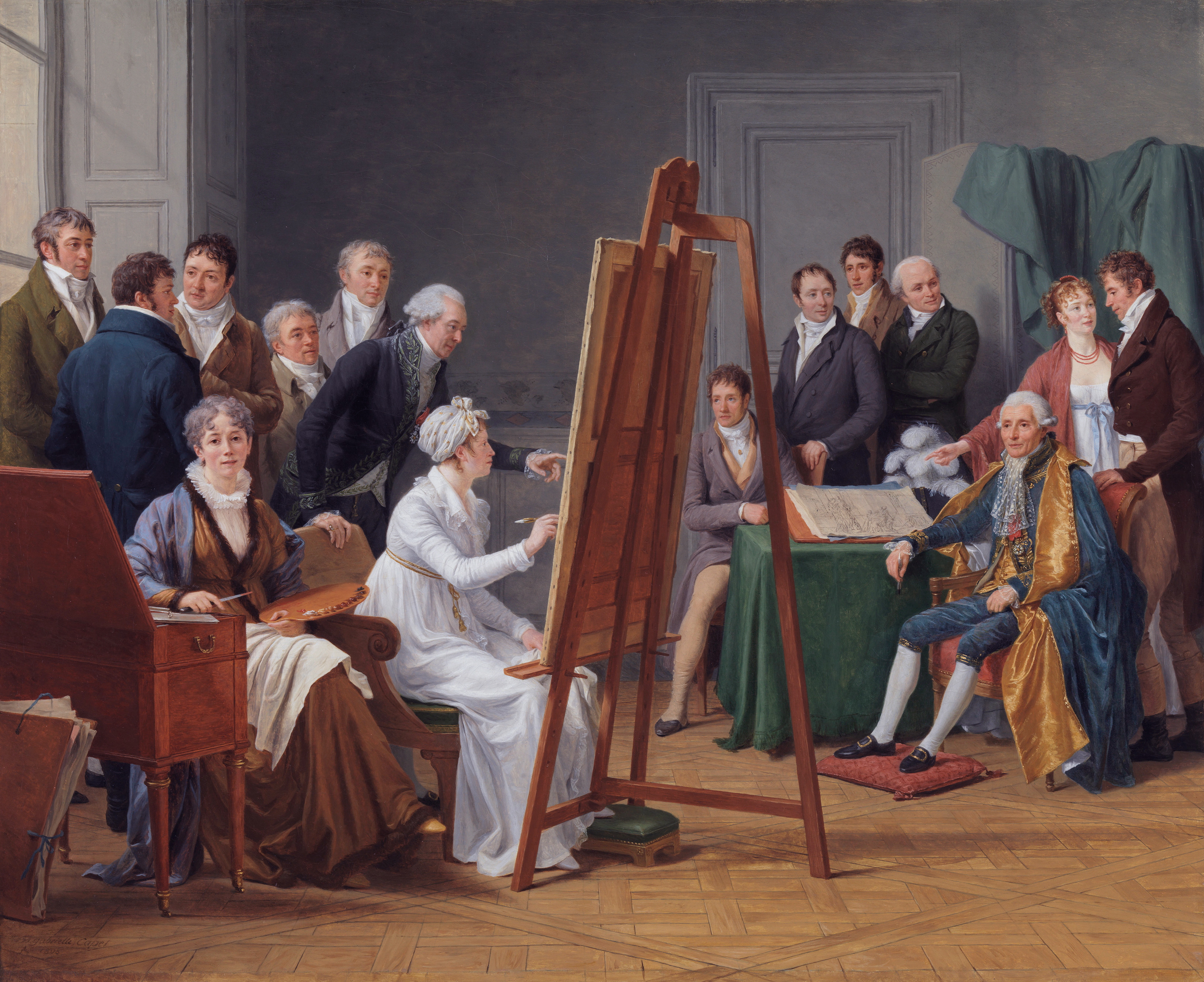
Marie-Gabrielle Capet: I madame Vincents ateljé runt 1800, målad 1808.